# Masi Marjamäki
Masi Jalmari Marjamäki (* 16. Januar 1985 in Pori) ist ein finnischer Eishockeyspieler, der seit 2018 bei den  Piráti Chomutov in der tschechischen Extraliga unter Vertrag steht.

## Karriere
Marjamäki stammt aus dem Nachwuchs von Ässät Pori und wechselte im Herbst 2002 nach Nordamerika. Dort schloss er sich zur Saison 2002/03 den Red Deer Rebels aus der Western Hockey League an, die ihn im CHL Import Draft 2002 an 48. Stelle gezogen hatten. Im Sommer 2003 wurde er dann ursprünglich von den Boston Bruins im NHL Entry Draft ausgewählt. Da sich beide Seiten allerdings nicht auf einen Vertrag einigen konnten, stand er 2005 nochmals auf der Draft-Liste und wurde dort von den New York Islanders gezogen.
Bevor der Stürmer jedoch sein NHL-Debüt gab, wurde er innerhalb der WHL von den Moose Jaw Warriors verpflichtet. Nachdem er zur Saison 2005/06 ins Farmteam der Islanders, den Bridgeport Sound Tigers in die American Hockey League, wechselte, bestritt er am 18. April 2006 sein erstes und bisher einziges NHL-Spiel gegen die Philadelphia Flyers.
Zur Saison 2007/08 kehrte er wieder nach Finnland zurück. Nachdem er eine Saison für seinen Heimatclub Ässät Pori gespielt hatte, wechselte er zu Ilves Tampere zurück, für das er bis 2014 aktiv war. Nach einer Spielzeit beim Lokalrivalen Tappara Tampere, mit dem er 2015 finnischer Vizemeister wurde, wechselte er noch einmal nach Pori, verließ seine Geburtsstadt aber bereits 2016 wieder, um beim KHL-Klub Jokerit aus Helsinki einen Vertrag zu unterschreiben. Für Jokerit absolkvierte er insgesamt 64 KHL-Partien, ehe er im Januar 2018 an Almtuna IS aus der schwedischen HockeyAllsvenskan abgegeben wurde.
Seit Oktober 2018 steht Marjamäki bei den Piráti Chomutov in der tschechischen Extraliga unter Vertrag.

### International
Masimäki nahm mit der finnischen U20-Auswahl an den Weltmeisterschaften dieser Altersklasse 2004, als die Bronzemedaille gewonnen wurde, und 2005 jeweils in der Top-Division teil.

## Erfolge und Auszeichnungen
- 2004 Bronzemedaille bei der U20-Junioren-Weltmeisterschaft
- 2015 Finnischer Vizemeister mit Tappara Tampere

## Karrierestatistik

### International
Vertrat Finnland bei:
- U20-Junioren-Weltmeisterschaft 2004
- U20-Junioren-Weltmeisterschaft 2005

(Legende zur Spielerstatistik: Sp oder GP = absolvierte Spiele; T oder G = erzielte Tore; V oder A = erzielte Assists; Pkt oder Pts = erzielte Scorerpunkte; SM oder PIM = erhaltene Strafminuten; +/− = Plus/Minus-Bilanz; PP = erzielte Überzahltore; SH = erzielte Unterzahltore; GW = erzielte Siegtore; 1 Play-downs/Relegation; Kursiv: Statistik nicht vollständig)